# Strzelectwo na Letnich Igrzyskach Olimpijskich 1912 – pistolet pojedynkowy, 30 m
Strzelanie z pistoletu pojedynkowego z 30 metrów mężczyzn (później ustandaryzowane na strzelanie z pistoletu szybkostrzelnego z 25 metrów) było jedną z konkurencji strzeleckich rozgrywanych podczas V Igrzysk Olimpijskich w Sztokholmie. Zawody zostały rozegrane 29 czerwca w Kaknäs.
Był to trzeci raz, kiedy to ta konkurencja była rozgrywana na igrzyskach olimpijskich. Wcześniej rozegrano ją podczas I Letnich Igrzysk Olimpijskich w Atenach w 1896 roku, oraz cztery lata później podczas II Letnich Igrzysk Olimpijskich w Paryżu.
W zawodach wzięło udział czterdziestu dwóch strzelców z dziesięciu reprezentacji. Każdy z nich oddawał maksymalnie trzydzieści strzałów w sześciu seriach po pięć strzałów. Celem była cała postać z zaznaczonymi strefami punktowymi. Maksymalna liczba punktów do zdobycia wynosiła 300. W przypadku remisu decydowała dogrywka.

## Wyniki
| Miejsce | Strzelec                   | Strzały | Punkty |
| ------- | -------------------------- | ------- | ------ |
| 1       | Alfred Lane                | 30      | 287    |
| 2       | Paul Palén                 | 30      | 286    |
| 3       | Johan Hübner von Holst     | 30      | 283    |
| 4       | John Dietz                 | 30      | 283    |
| 5       | Ivan Törnmarck             | 30      | 280    |
| 6       | Eric Carlberg              | 30      | 278    |
| 7       | Georg de Laval             | 30      | 277    |
| 8       | Walter Winans              | 30      | 276    |
| 9       | Sándor Török de Szendrő    | 30      | 275    |
| 10      | Hans Roedder               | 30      | 275    |
| 11      | Gustaf Boivie              | 30      | 272    |
| 12      | Edmond Sandoz              | 30      | 272    |
| 13      | Patrik de Laval            | 30      | 268    |
| 14      | Gieorgij Pantielejmonow    | 30      | 265    |
| 15      | Vilhelm Carlberg           | 29      | 274    |
| 16      | Peter Dolfen               | 29      | 274    |
| 17      | Erik Boström               | 29      | 274    |
| 18      | Frans-Albert Schartau      | 29      | 270    |
| 19      | Reginald Sayre             | 29      | 268    |
| 20      | Adolf Schmal Jr.           | 29      | 267    |
| 21      | Harry Sears                | 29      | 266    |
| 22      | Nikołaj Mielnicki          | 29      | 264    |
| 23      | Joanis Teofilakis          | 29      | 263    |
| 24      | Pawieł Wojłosznikow        | 29      | 260    |
| 25      | Félix Alegría              | 29      | 259    |
| 26      | Georges de Crequi-Montfort | 28      | 263    |
| 27      | Konstandinos Skarlatos     | 28      | 261    |
| 28      | Amos Kasz                  | 28      | 260    |
| 29      | Frangiskos Mawromatis      | 28      | 258    |
| 30      | Axel Gyllenkrok            | 28      | 255    |
| 31      | Maurice Faure              | 28      | 250    |
| 32      | Grigorij Szestierikow      | 28      | 250    |
| 33      | Aleksandros Teofilakis     | 27      | 242    |
| 34      | Nikolaos Lewidis           | 27      | 231    |
| 35      | Anastasios Metaksas        | 26      | 232    |
| 36      | Charles de Jaubert         | 26      | 229    |
| 37      | Hugo Cederschiöld          | 26      | 225    |
| 38      | Harald Ekwall              | 25      | 217    |
| 39      | Georg Meyer                | 25      | 207    |
| 40      | Edmond Bernhardt           | 25      | 194    |
| 41      | William McClure            | 23      | 180    |
| 42      | Henri de Castex            | 17      | 140    |